# みのり監査法人
みのり監査法人（みのりかんさほうじん）は、2017年（平成29年）6月30日に設立された監査法人。
2019年10月より農協監査へ公認会計士監査が導入されることに伴い、4大監査法人出身の公認会計士等が発起人となり設立された。新農協法施行に伴う農協の監査を担うことで、準大手監査法人の規模の法人となることが見込まれている。

## 農協監査制度について

### 農協監査士による監査制度
農業協同組合法（農協法）により「組合員の貯金又は定期積金の受入れ」（第10条第1項第3号）に係る事業（信用事業）を行う農業協同組合（JAバンク等）のうち貯金200億円以上のもの、及び負債額200億円以上の農業協同組合連合会は、全国農業協同組合中央会の監査を受けなければならない、とされている（第37条の2、第73条の22第1項第2号）。そして従来の制度では、農協監査を専門的に担う国家資格として農業協同組合監査士（農協監査士）が中央会に設置されていた（第37条の38）。
農協監査士による監査制度は1954年（昭和29年）度の農協法改正により導入され、監査論・会計学・農協制度・関連法令等の試験や実務経験を経て選任されており、企業監査を担う公認会計士とは異なる制度である（なお、監査論を試験科目とする国家資格は公認会計士及び農協監査士のみである）。当初は監事監査の補完という位置付けで指導的機能を中心としていたが、1989年（平成元年）以降は決算証明業務が取り入れられ、2002年（平成14年）にはJA全国監査機構が設立されるなどの経緯により資格の公共性は高まった。2012年（平成24年）度時点において全国で554名の農協監査士が同機構に所属し、監査実施JA数708団体、監査実施連合会数61団体にのぼっている。

### 公認会計士監査の導入
これまでも農協監査士による監査制度は、公認会計士監査制度の動向を踏まえ三審制審査体制の構築や本部審査への公認会計士受け入れ等により、品質の向上に努めてきた経緯がある。しかし監査業務を担うJA全国監査機構そのものがJA全中内部に設立されていることや、指導機能及び監査機能の見直しについても農協改革の議論のなかで取り上げられることとなった。第3次安倍内閣のもとで農協改革が一つの目玉として推進され、2015年（平成27年）8月28日に改正農協法が成立・2016年（平成28年）4月1日に施行された。この中には2019年9月末までにJA全中を一般社団法人とすること、都道府県中央会を連合会へ移行させること、公認会計士監査を導入すること等が盛り込まれている。こうして監査制度の改変が図られ、企業監査同様に内部統制を考慮したリスク・アプローチの導入や日本公認会計士協会や公認会計士・監査審査会のレビュー対象にもなることとなった。

## 組織概要
公認会計士監査の導入が決まったものの、対象となる農協組織が全国各地にあること、深刻化しつつある会計士不足や一足先に施行された医療法人・社会福祉法人への公認会計士監査制度導入により、監査法人の業務の裾野が他分野で既に広がっていることから、従来の農協監査対象団体の受け皿となる新たな監査法人が設立されることとなった。なお、設立時社員19名の人員構成は大半が大手監査法人出身であった。
監査業務としては、農業協同組合および農業協同組合連合会の財務諸表監査のほか、信用協同組合・事業会社（金商法・会社法）等その他の法⼈の財務諸表監査としている。また、他の大手・準大手監査法人と異なりグローバルファームとの提携は予定されていない。

## 沿革
- 2017年（平成29年）6月30日 - 設立。本部を東京都千代田区大手町のJAビルに置く。
- 2018年（平成30年）12月1日 - 本部を港区芝のG-BASE田町へ移転。
- 2019年（平成31年）度 - 監査業務提供開始。